# 市場稲荷神社
市場稲荷神社（いちばいなりじんじゃ）は、大阪府泉南市信達市場の熊野街道沿いにある神社である。登記上の宗教法人名称は稲荷神社（いなりじんじゃ）。

## 由緒
祭神は豊宇気毘売大神(とようけひめおおかみ）で、鳥羽天皇が1108年に伊勢外宮から勧請したものである。
配神は赤井神社（梅の宮、大阪府指定史跡）および牛神神社。赤井神社は淡輪文書にある幻の大巨刹仏性寺の守護神であった。仏性寺は織田、豊臣の根来攻めの際焼失したと云われる。牛神神社は牛の守護神で、毎年七夕の早朝に農家は飼い牛を池で洗い清めて参拝をした。

## 歴史
稲荷とは、稲みのる、なるの意味であり農業を始めとする機織その他各産業の発展を司る神を奉斎する社の義であって伊勢内宮の天照大神と共に日本の始祖の女神である豊受大神の御神徳を称賛する尊号である。紡績、織布、商業、農業、建築等の神。
鎮座地・市場村の由緒
信達市場は当時、日根郡信達荘御所村と称され遠く平安時代天皇貴族を始めとして一般民衆の間に熊野詣でが盛んに行われ、白河上皇や後鳥羽上皇の宿所になったので一帯は信達荘御所村と呼ばれていた。江戸時代になって、周辺に市が立つようなり、特に年末には数丁に渡って歳の市が開かれ賑わったので、御所村を市場村と改めた。この頃から商売の神様として稲荷が祀られるようになり、「市場稲荷神社」と呼ばれた。

## 年中行事
- 元旦祭…1月1日
- 月次祭…毎月1日午前6時
- 節分祭…2月3日（神火厄払）
- 初牛祭…2月の牛の日
- 祈年祭…3月（春祭）
- 夏祭…8月
- 例祭…10月第2日曜日に執り行われる秋季祭礼は、五穀豊穣を祝う祭りとして氏子総出で行われる。また、若い衆が「やぐら」と呼ばれる地車を曳行し祭りを盛り上げる。
- 七五三祭…11月15日
- 新嘗祭…11月

## 秋祭り
稲荷神社の祭りで氏子中から毎年十五軒の当番が持ち回りで受けもつ。各氏子の軒先には御神燈の大きな提灯をさげ、他所村の親戚、知人などを招き、押し寿司、カニ、あんこ餅等の料理を振舞う。氏子帳戸口の家が当番宿となり八朔の日に初寄合いをして祭りの準備にかかる。宵宮の暗くなる頃、大八車に太鼓を載せ伊勢音頭をとり提灯をもって表参道から境内へ参拝、灯篭にお光りを入れる。青年団がやぐらを曳き熊野街道を北は大苗代の辻、南は牧野の境界まで往来、途中市場青年会場と当番宿で酒、肴（枝豆・煮干し）で休憩する。本祭の10時半頃から氏子（男）は宮の帳での座に出かける。当番は帳の裏手で祭事の世話接待する。拝殿では神主の祝詞や巫女の御神楽の奉納があり長老七人衆が祭事を行う。やぐらは11時半頃に宮入り、座は酒宴の最中である。村人はその宮入りについて来る。2時頃やぐらは宮を引きあげ、氏神様を乗せたやぐらで村中を練り歩く。座はやぐらの引き上げと共にお開きとなる。当番は夜になり又お光りを入れ、夜11時頃に火を落とす。やぐらも小屋へ納める。当番宿は十五軒の宿として大盤振舞い、翌日は打ち上げへ行く。

## 交通アクセス
- JR阪和線 和泉砂川駅 徒歩25分
- JR阪和線 新家駅からコミュニティバス北回り 「市場青年会場前」下車　徒歩5分

## 周辺情報
- 海会寺跡
- 古代史博物館
- 林昌寺
- 往生院
- 一岡神社
- 岡中鎮守社
- 樫井古戦場跡（大坂夏の陣）
- 厩戸王子跡
- 長慶寺